# فيلي-بيكا هاريولا
فيلي-بيكا هاريولا (ولد في تاريخ 10 يناير عام 1963 في هلسنكي) هو متسابق فنلندي في سباق القوارب حيث شارك في هذه الرياضة في منتصف سنوات الثمانينيات. تم إقصاؤه في الدور النصف النهائي لكل من سباق K-1 1000 م وسباق K-4 1000 م في دورة الألعاب الأولمبية الصيفية لعام 1984 التي أقيمت في لوس أنجلوس.
أخيه غير الشقيق هو المخرج ريني هارلن.